# Kesova Gora
Kesova Gora (rusky Кесова Гора) je sídlo městského typu v Rusku, v Tverské oblasti. Je administrativním centrem Kesovogorského rajónu.

## Geografie
Sídlo leží na břehu řeky Kašinky (levý přítok Volhy), na východě Tverské oblasti, 32 km od města Kašin a 50 km od města Bežeck.